# Montello, Wisconsin
Montello là một thành phố thuộc quận Marquette, tiểu bang Wisconsin, Hoa Kỳ. Năm 2000, dân số của thành phố này là 1397 người.